# Соколов Микола Андрійович
Микола Андрійович Соколов (нар. 2 грудня 1931, тепер Вологодська область, Російська Федерація) — український радянський діяч, бригадир робітників очисного вибою шахтоуправління «Стіжківське» виробничого об'єднання «Шахтарськантрацит» Донецької області. Герой Соціалістичної Праці (30.03.1971). Депутат Верховної Ради УРСР 9—10-го скликань.

## Біографія
Освіта середня.
З 1947 року — робітник лісопункту.
У 1951—1954 року — служба в Радянській армії.
З 1954 року — бригадир робітників очисного вибою шахтоуправління «Стіжківське» виробничого об'єднання «Шахтарськантрацит» Донецької області.
Член КПРС з 1964 року.
Потім — на пенсії в селищі Стіжківське Шахтарської міської ради Донецької області.

## Нагороди
- Герой Соціалістичної Праці (30.03.1971)
- орден Леніна (30.03.1971)
- ордени
- медалі
- Заслужений шахтар Української РСР